# Sima (rapper)
Sima, pseudonimo di Simona Hégerová (Trnava, 30 aprile 1996), è una rapper e cantante slovacca.

## Biografia
Simona Hégerová è nata e cresciuta a Trnava, nella Slovacchia occidentale. Ha iniziato a frequentare una scuola di canto all'età di 9 anni. Tra gli artisti a cui si ispira cita Jhené Aiko, Bruno Mars, José James e Beyoncé.
Nel 2012 Sima si è presentata alle audizioni per la prima edizione di Hlas Česko Slovenska, la versione ceca e slovacca del format The Voice, cantando Mama Do (Uh Oh, Uh Oh) di Pixie Lott e ottenendo l'approvazione di tre dei quattro giudici. È entrata a far parte del team di Dara Rolins, ed è stata eliminata durante una delle serate trasmesse dal vivo.
Dopo la sua partecipazione a Hlas Česko Slovenska Sima ha iniziato a postare cover su YouTube e a mettere in commercio sue canzoni originali su, accrescendo il proprio pubblico. L'8 dicembre 2017 è uscito il suo album di debutto, Femina, che ha raggiunto il secondo posto nella classifica dei dischi più venduti in Slovacchia. L'album contiene i singoli Femina e Princíp vzájomnosti, che si sono posizionati rispettivamente novantatreesimo e ottantesimo nella classifica slovacca.
Podla seba, il secondo album di Sima anticipato dal singolo Spolu, è uscito il 16 dicembre 2018. Ha raggiunto la terza posizione nella classifica slovacca e il quindicesimo in quella ceca.

## Discografia

### Album in studio
- 2017 – Femina
- 2018 – Podla seba
- 2019 – Bombím
- 2022 – Masterpiece

### EP
- 2020 – OMG
- 2021 – Story
- 2024 – Lonely

### Singoli
- 2015 – Vnímaš
- 2015 – Fejk
- 2015 – Nechceš byť sám
- 2016 – Prázdne slová
- 2016 – Môj svet
- 2016 – Čas
- 2017 – Femina
- 2017 – Princíp vzájomnosti
- 2018 – Spolu
- 2019 – Together
- 2019 – Flirt
- 2019 – Je mi jedno
- 2020 – Toto leto (feat. Kali)
- 2021 – Keď si so mnou
- 2022 – Dostať z hlavy (con Gabryell)
- 2022 – Riť (con Tina)
- 2022 – V oblakoch (con Ben Cristovao)
- 2023 – Forever Young
- 2023 – Bez tebe (con Adam Mišík)
- 2023 – Bejby
- 2024 – Tvoje ruže
- 2024 – Továreň na peniaze (con P.A.T.)
- 2024 – Pod vodou
- 2025 – Sorry

## Tournée
- 2020 – Bombím tour
- 2024 – Bejby tour
- 2025 – Lonely Tour